# Ройский край
Ро́йский край (латыш. Rojas novads) — административно-территориальная единица на северо-западе Латвии, в историко-культурной области Курземе. Административный центр края — село Роя. Внутреннее деление края на волости отсутствует.
Площадь края — 309,5 км². Граничит с Дундагским, Мерсрагским, Талсинским и Тукумским краями. С востока омывается Рижским заливом Балтийского моря.

## История
Край был образован 14 июля 2008 года из части Талсинского района и первоначально включал также Мерсрагскую волость.
16 сентября 2010 года Сейм Латвии принял закон о разделении Ройского края на два — Ройский и Мерсрагский, соответствующие прежним Ройской и Мерсрагской волостям. 18 декабря 2010 года состоялись выборы дум нового Ройского и Мерсрагского краёв.

## Население
На 1 января 2010 года население края составило 6244 человека.
Национальный состав населения края по итогам переписи населения Латвии 2011 года:
| Национальность | Численность, чел. (2011) | %        |
| -------------- | ------------------------ | -------- |
| Латыши         | 3774                     | 95,02 %  |
| Русские        | 101                      | 2,54 %   |
| Белорусы       | 22                       | 0,55 %   |
| Украинцы       | 25                       | 0,63 %   |
| Поляки         | 21                       | 0,53 %   |
| Литовцы        | 14                       | 0,35 %   |
| Другие         | 15                       | 0,38 %   |
| всего          | 3972                     | 100,00 % |